# Eupepsia
Con il termine eupepsìa, e con l'analoga espressione attività eupeptica, si indica qualsiasi azione che favorisca la "buona digestione" (il vocabolo eupèptico deriva infatti dall'aggettivo greco éupeptos, che significa "digeribile", "di buona digestione"), in contrapposizione alla dispepsia (la "non digestione" o la "cattiva digestione").
Tali azioni sono associate in genere a quei cibi, bevande e aromi che, attraverso i recettori gustativi e olfattivi, stimolano i riflessi nervosi responsabili dell'aumento della secrezione del succo gastrico nello stomaco, favorendo in tal modo sia l'appetito che i processi digestivi. Esse sono perlopiù esplicate da varie piante medicinali tipiche dell'erboristeria e dell'aromaterapia come ad esempio la genziana, il cardamomo o il coriandolo, da carciofo, anice e rabarbaro, dalle radici di rafano, liquirizia o curcuma, dall'essenza di menta piperita o da frutto e gambo dell'ananas, nonché da svariati prodotti farmaceutici, integratori alimentari e distillati alcolici (i cosiddetti amari) a base di sostanze vegetali.
Al di là della specifica azione dei diversi prodotti reperibili sia in commercio sia direttamente in natura, le basi per una soddisfacente attività eupeptica dello stomaco vanno poste prima di tutto in una corretta alimentazione, eliminando o riducendo i fattori irritanti come caffè o spezie in genere, i dolci o le bibite gassate, nella messa al bando del fumo e nella rinuncia all'abuso di alcool come di farmaci. Anche situazioni di disagio sociale o di stress prolungato possono influire negativamente sull'eupepsia. In genere vengono pure consigliati lo spezzettamento dei pasti (ripartendoli in assunzioni più frequenti, ma ciascuna con poco cibo) e il riposo.